# Emił Karanikołow
Emił Lubenow Karanikołow, bułg. Емил Любенов Караниколов (ur. 3 czerwca 1980 w Sofii) – bułgarski prawnik i urzędnik państwowy, od 2017 do 2020 minister gospodarki.

## Życiorys
Ukończył studia prawnicze na Uniwersytecie Gospodarki Narodowej i Światowej w Sofii. Pracował jako prawnik w przedsiębiorstwie turystycznym, następnie w administracji miejskiej Sofii. Był współpracownikiem wiceburmistrza, a w 2010 objął stanowisko dyrektorskie. W 2011 został prezesem państwowej agencji prywatyzacji.
W maju 2017 otrzymał nominację na ministra gospodarki w trzecim gabinecie Bojka Borisowa (z rekomendacji partii Ataka). Zakończył urzędowanie w lipcu 2020.